# Campeonato Mundial de Natação em Piscina Curta de 2021 - 200 m borboleta feminino
A prova dos 200 metros nado borboleta feminino do Campeonato Mundial de Natação em Piscina Curta de 2021 foi disputado no dia 17 de dezembro de 2021, na Etihad Arena, em Abu Dhabi, nos Emirados Árabes Unidos.

## Recordes
Antes desta competição, os recordes mundiais e do campeonato nesta prova eram os seguintes:
|                       | Nome            | Nacionalidade | Tempo   | Local | Data                  |
| --------------------- | --------------- | ------------- | ------- | ----- | --------------------- |
| Recorde mundial       | Mireia Belmonte | Espanha       | 1:59.61 | Doha  | 3 de dezembro de 2014 |
| Recorde do campeonato | Mireia Belmonte | Espanha       | 1:59.61 | Doha  | 3 de dezembro de 2014 |

## Medalhistas
| Ouro              | Prata                | Bronze           |
| Zhang Yufei (CHN) | Charlotte Hook (USA) | Lana Pudar (BIH) |

## Resultados

### Eliminatórias
As eliminatórias ocorreram dia 17 de dezembro com um total de 34 nadadoras.
| Colocação | Bateria | Raia | Nadadora               | Nacionalidade              | Tempo   | Notas            |
| --------- | ------- | ---- | ---------------------- | -------------------------- | ------- | ---------------- |
| 1         | 2       | 4    | Svetlana Chimrova      | Federação Russa de Natação | 2:05.12 | Q                |
| 2         | 4       | 4    | Zhang Yufei            | China                      | 2:05.73 | Q                |
| 3         | 2       | 5    | Anastasiia Markova     | Federação Russa de Natação | 2:05.97 | Q                |
| 4         | 3       | 5    | Lana Pudar             | Bósnia e Herzegovina       | 2:06.07 | Q                |
| 5         | 2       | 3    | Maria Ugolkova         | Suíça                      | 2:06.26 | Q,               |
| 6         | 4       | 5    | Zsuzsanna Jakabos      | Hungria                    | 2:06.41 | Q                |
| 7         | 4       | 3    | Charlotte Hook         | Estados Unidos             | 2:06.55 | Q                |
| 8         | 3       | 7    | Ilaria Cusinato        | Itália                     | 2:06.60 | Q                |
| 9         | 2       | 2    | Zhu Jiaming            | China                      | 2:06.92 |                  |
| 10        | 3       | 4    | Ilaria Bianchi         | Itália                     | 2:07.20 |                  |
| 11        | 4       | 1    | Giovanna Diamante      | Brasil                     | 2:07.28 |                  |
| 12        | 3       | 8    | María José Mata        | México                     | 2:07.34 |                  |
| 13        | 3       | 3    | Katerine Savard        | Canadá                     | 2:07.38 |                  |
| 14        | 2       | 8    | Ellen Walshe           | Irlanda                    | 2:08.16 |                  |
| 14        | 4       | 8    | Catalina Corró         | Espanha                    | 2:08.16 |                  |
| 16        | 2       | 6    | Ana Monteiro           | Portugal                   | 2:08.85 |                  |
| 17        | 3       | 6    | Claudia Hufnagl        | Áustria                    | 2:09.23 |                  |
| 18        | 4       | 6    | Laura Lahtinen         | Finlândia                  | 2:09.30 |                  |
| 19        | 1       | 4    | Anja Crevar            | Sérvia                     | 2:09.33 | Recorde nacional |
| 20        | 3       | 0    | Kim Seo-yeong          | Coreia do Sul              | 2:09.41 |                  |
| 21        | 2       | 0    | Jinjutha Pholjamjumrus | Tailândia                  | 2:10.05 | Recorde nacional |
| 22        | 4       | 2    | Katja Fain             | Eslovênia                  | 2:10.30 |                  |
| 23        | 3       | 1    | Defne Taçyıldız        | Turquia                    | 2:10.52 |                  |
| 24        | 3       | 2    | Tessa Cieplucha        | Canadá                     | 2:11.06 |                  |
| 25        | 1       | 3    | Zora Ripková           | Eslováquia                 | 2:11.41 |                  |
| 26        | 2       | 1    | Nida Eliz Üstündağ     | Turquia                    | 2:11.49 |                  |
| 27        | 2       | 7    | Lara Grangeon          | França                     | 2:11.78 |                  |
| 28        | 4       | 0    | Georgia Damasioti      | Grécia                     | 2:12.00 |                  |
| 29        | 3       | 9    | Lê Thị Mỹ Thảo         | Vietname                   | 2:12.35 |                  |
| 30        | 1       | 2    | Julimar Ávila          | Honduras                   | 2:12.90 |                  |
| 31        | 1       | 5    | Alexandra Dobrin       | Roménia                    | 3:12.96 |                  |
| 32        | 1       | 7    | Alondra Ortíz          | Costa Rica                 | 2:14.66 |                  |
| 33        | 2       | 9    | Chan Kin Lok           | Hong Kong                  | 2:18.01 |                  |
| 34        | 1       | 6    | Lia Ana Lima           | Angola                     | 2:24.40 |                  |
| 35        | 4       | 7    | Quah Jing Wen          | Singapura                  | DNS     |                  |
| 35        | 4       | 9    | María Fe Muñoz         | Espanha                    | DNS     |                  |

### Final
A final foi realizada em 17 de dezembro.
| Colocação         | Raia | Nadadora           | Nacionalidade              | Tempo   | Notas            |
| ----------------- | ---- | ------------------ | -------------------------- | ------- | ---------------- |
| Medalha de ouro   | 5    | Zhang Yufei        | China                      | 2:03.01 |                  |
| Medalha de prata  | 1    | Charlotte Hook     | Estados Unidos             | 2:04.35 |                  |
| Medalha de bronze | 6    | Lana Pudar         | Bósnia e Herzegovina       | 2:04.88 | Recorde nacional |
| 4                 | 4    | Svetlana Chimrova  | Federação Russa de Natação | 2:05.65 |                  |
| 5                 | 3    | Anastasiia Markova | Federação Russa de Natação | 2:06.29 |                  |
| 6                 | 7    | Zsuzsanna Jakabos  | Hungria                    | 2:06.82 |                  |
| 6                 | 8    | Ilaria Cusinato    | Itália                     | 2:06.82 |                  |
| 8                 | 2    | Maria Ugolkova     | Suíça                      | 2:07.01 |                  |

Legenda
| Recorde mundial       | Recorde mundial (World record)               |                       | Recorde africano                      | Recorde africano (African) |                                           | Q | Classificado por posição (Qualified) |
| Recorde do campeonato | Recorde do campeonato (Championship record)  | Recorde da América    | Recorde da América (Americas)         | q                          | Classificado por melhor tempo (Qualified) |   |                                      |
| Melhor marca do ano   | Melhor marca do ano (World leading)          | Recorde asiático      | Recorde asiático (Asian)              | DNS                        | Não largou (Did not start)                |   |                                      |
| Recorde nacional      | Recorde nacional (National record)           | Recorde europeu       | Recorde europeu (European)            | DNF                        | Não terminou (Did not finish)             |   |                                      |
| Recorde pessoal       | Recorde pessoal do atleta (Personal best)    | Recorde da Oceania    | Recorde da Oceania (Oceania)          | DSQ / DQ                   | Desclassificado (Disqualified)            |   |                                      |
| Recorde da temporada  | Recorde da temporada do atleta (Season best) | Recorde sul-americano | Recorde sul-americano (South America) | NM                         | Sem marca (No mark)                       |   |                                      |